# اچ‌ام‌ای‌اس اینورل
اچ‌ام‌ای‌اس اینورل (به انگلیسی: HMAS Inverell) یک کشتی بود که طول آن ۱۸۶ فوت (۵۷ متر) بود. این کشتی در سال ۱۹۴۲ ساخته شد.